# Медицинская картография
Медицинская картография — специальный раздел медицинской географии и картографии, основная цель которого состоит в создании карт, отражающих особенности географического распространения болезней и влияния условий окружающей среды на здоровье человека. Такие карты часто называют медико-географическими, а их согласованно составленные серии — медико-географическими атласами.
Появление медицинской картографии в современном понимании ведет к работе английского врача Джона Сноу, который в ходе изучения в 1854 году эпидемии холеры в Лондоне использовал картографический метод. Им была составлена карта распространения случаев заболеваний холерой в Лондоне, ставшая одним из первых профессиональных медико-картографических произведений. В дальнейшем картографический подход получил распространение в исследованиях в области гигиены, эпидемиологии, здравоохранения. Активный период развития медицинской картографии пришелся на XX век, в особенности на его вторую половину. В 1950-е годы впервые составлен всемирный атлас распространения болезней (Atlas of distribution of diseases), ставший исторически значимым фундаментальным картографическим трудом.
В России медицинская картография получила особое признание. Выделение этого направления в самостоятельный раздел медицинской географии и картографии произошло в 1960-е годы. В эти годы были составлены тематические карты природно-очаговых болезней СССР, структуры мирового ареала малярии, медико-географических типов территорий Африки и другие.
Современный этап развития медицинской географии характеризуется внедрением геоинформационных систем. К настоящему времени созданы медико-географический атласы России, посвященные проблемам распространения природно-очаговых болезней, целебных источников и лекарственных растений.